# 斛
斛是古代容積單位。

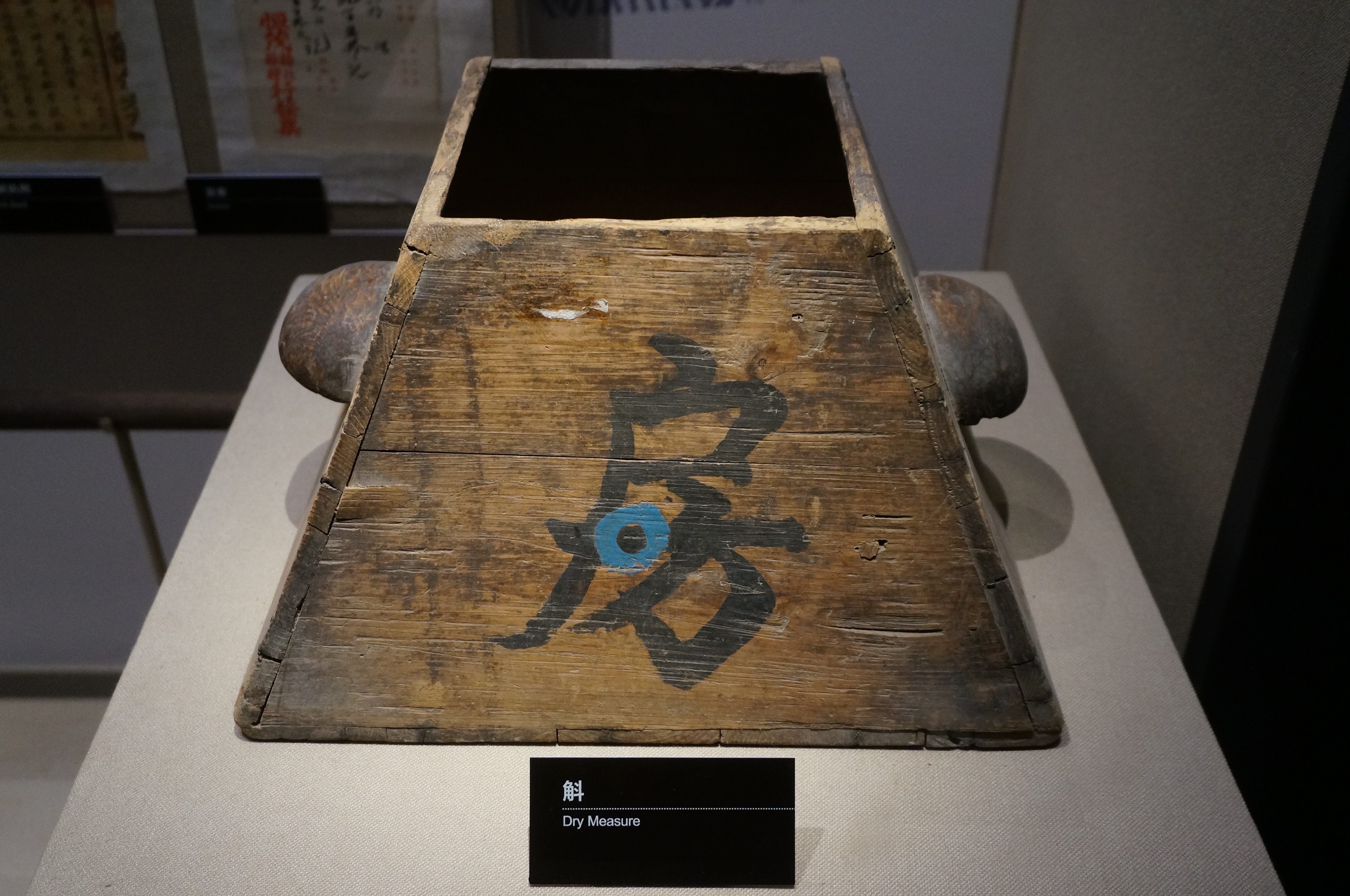
斛，台州博物馆藏。

唐朝之前斛為民間對石的俗稱，1斛=1石，1石=10斗。漢朝許慎的《說文解字》：「斛，十斗也。」
从宋朝開始改為1斛 = 5斗（今制十斗為一斛）

## 相關
- 度量衡